# Oskarshamns skärgård
Oskarshamns skärgård är det samlade namnet på skärgården i Oskarshamns kommun, som består av bland andra Misterhults, Figeholms, Ekö och Påskallaviks skärgårdar.

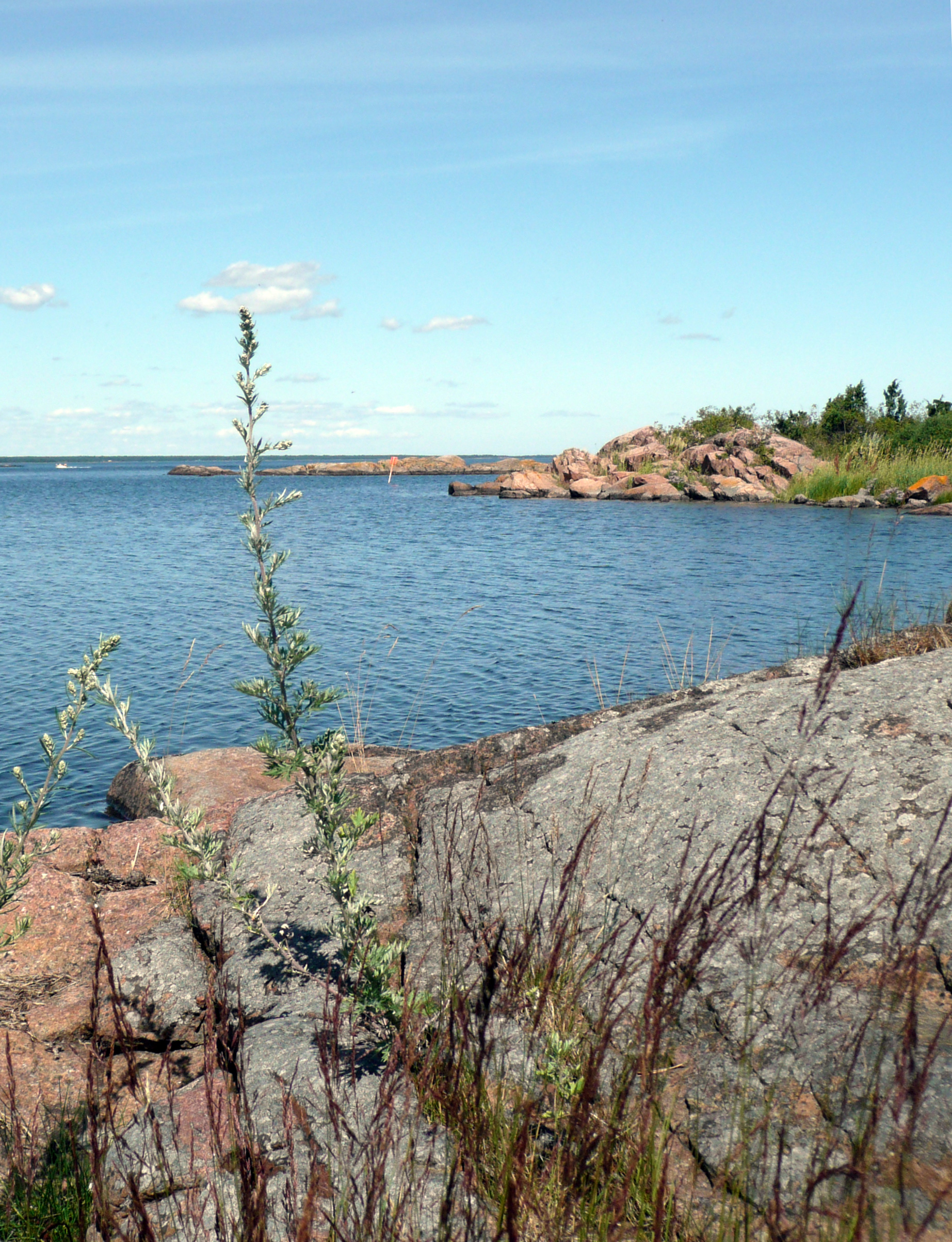
Utsikt från ö i skärgården utanför Oskarshamn.

## Öar

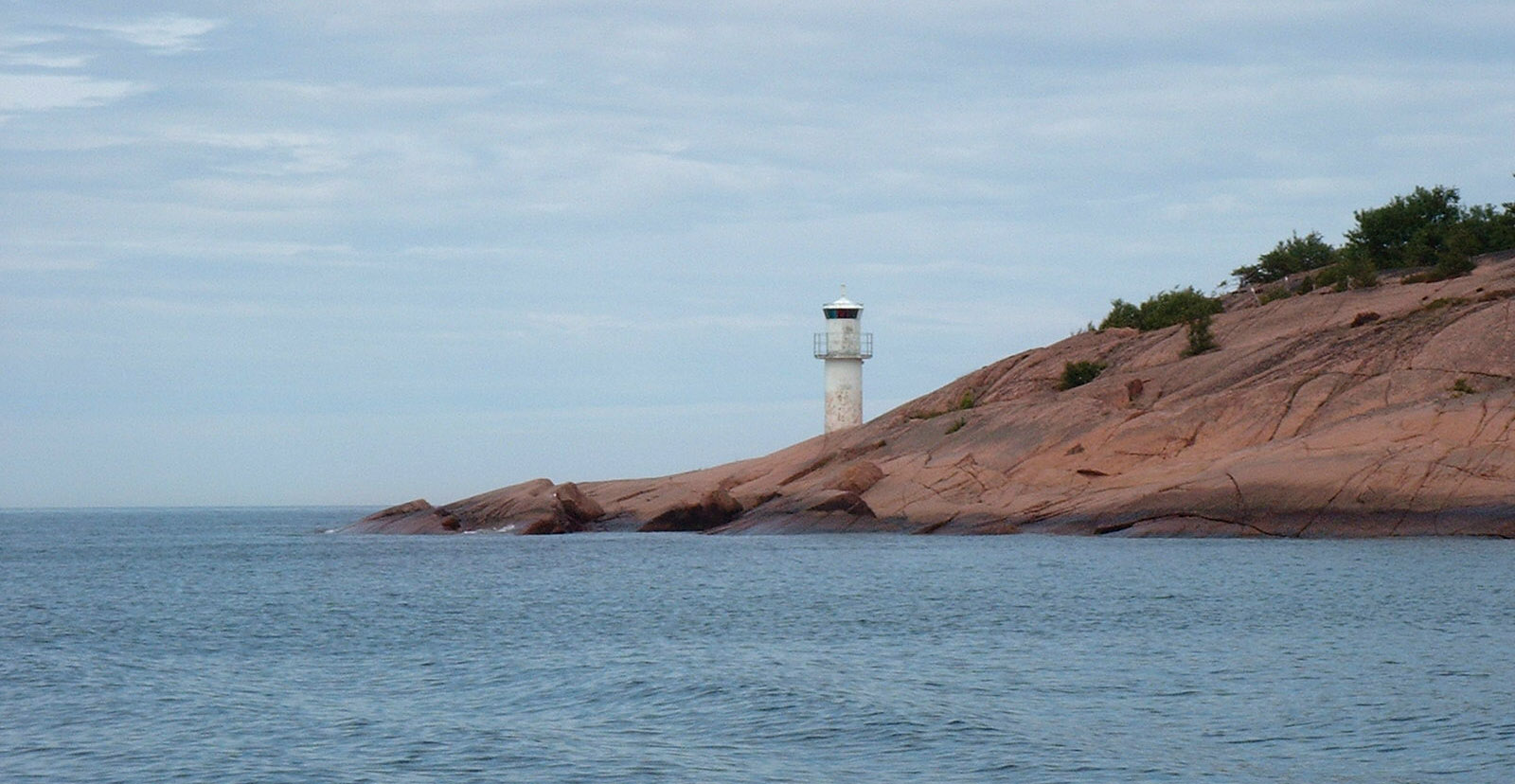
Blå Jungfrun

Skärgården, med sina totalt omkring 5 400 öar, gör Oskarshamn till Sveriges fjärde örikaste kommun efter Norrtälje, Värmdö och Östhammar.
Runnö, i söder, har en storlek av 580 hektar och är därmed störst till ytan. Blå Jungfrun ligger för sig själv längre ut i Kalmarsund, är nationalpark sedan 1926 och enligt sägnen den plats dit häxorna flyger på skärtorsdagen. I den norra delen av skärgården finns öar med fast befolkning: Vinö, Marsö, Strupö, Örö, Älö och Ävrö. Några områden är naturreservat, bland andra Furö, Runnö, Storö och Misterhult och Ekö skärgård.

## Geologi
Geologiskt består skärgården nästan uteslutande av klippöar av urbergsgranit, i huvudsak av samma typ som i Stockholms skärgård. Endast några få öar består av sandsten och morän, till exempel Furö och Runnö.
Söder om Oskarshamns kommungräns skiftar skärgården helt karaktär och moränskärgården tar över.

## Natur
Trädfloran domineras av barrskog, främst tall och en. I övrigt finns en flora typisk för den svenska skärgården på ostkusten med bland annat marviol, kvanne, strandaster och trift.

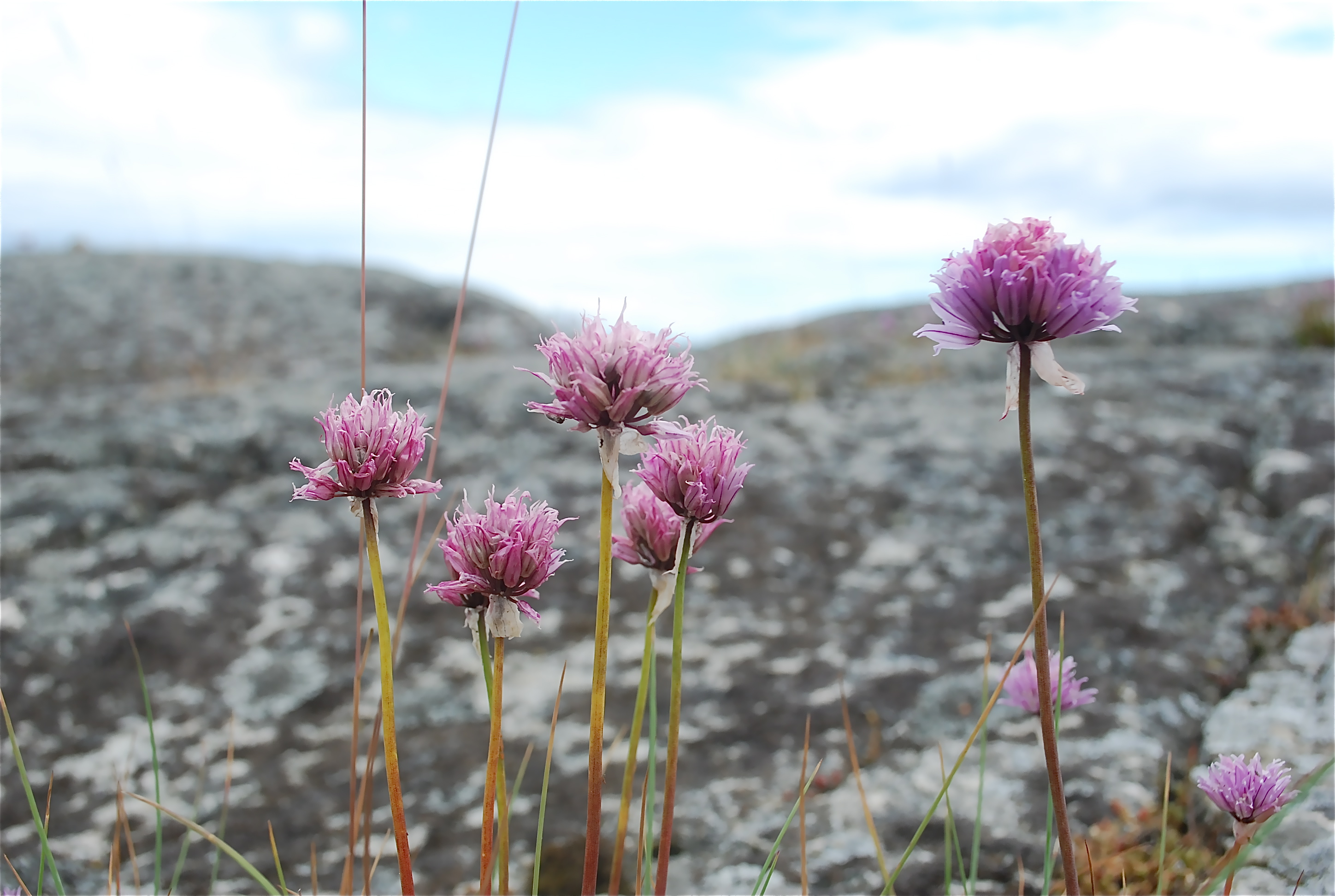
Trift är vanligt förekommande i skärgården.

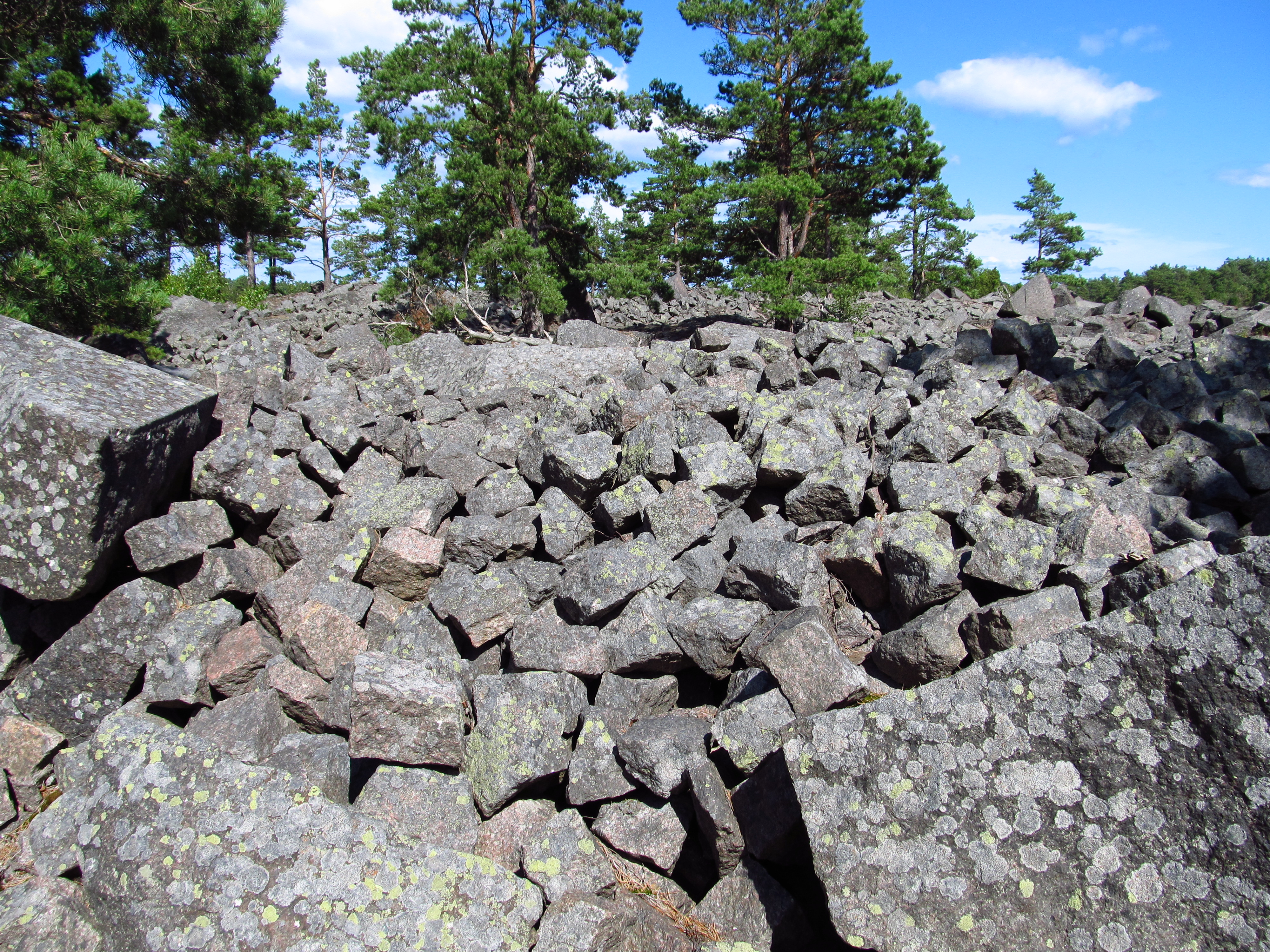
Stenhuggerier har funnits bland annat i Vånevik, på Blå Jungfrun, Furön och i Flivik.

### Djurliv
Karaktäristiskt fågelliv är de för skärgården vanligt förekommande arterna såsom fiskmås, tärna, havstrut och annan sjöfågel. Efter att varit på gränsen till utrotning i Sverige under 1970-talet, har nu även en livskraftig stam av havsörn etablerat sig i Oskarshamns kusttrakter. Karaktärsfåglar på Blå Jungfrun är tobisgrissla, skärpiplärka och bofink.  Man kan även finna fladdermöss i öns grottor.
Bland däggdjuren har särskilt sälbeståndet börjat återhämta sig under de senaste årtiondena. Ett sälskyddsområde har upprättats i den allra nordostligaste delen av skärgården vid Örö Sankor. Där råder tillträdesförbud 1 januari till 15 september. Enligt länsstyrelsen i Kalmar län tillhör området en av landets viktigaste hällar för vilande gråsäl. Ökningen av sälar har samtidigt ställt till bekymmer för fisket. Även knubbsäl förekommer i Oskarshamns skärgård. Till de mer ovanliga inslagen i däggdjursfaunan hör de dovhjortar och mufflonfår som finns på Hunö.

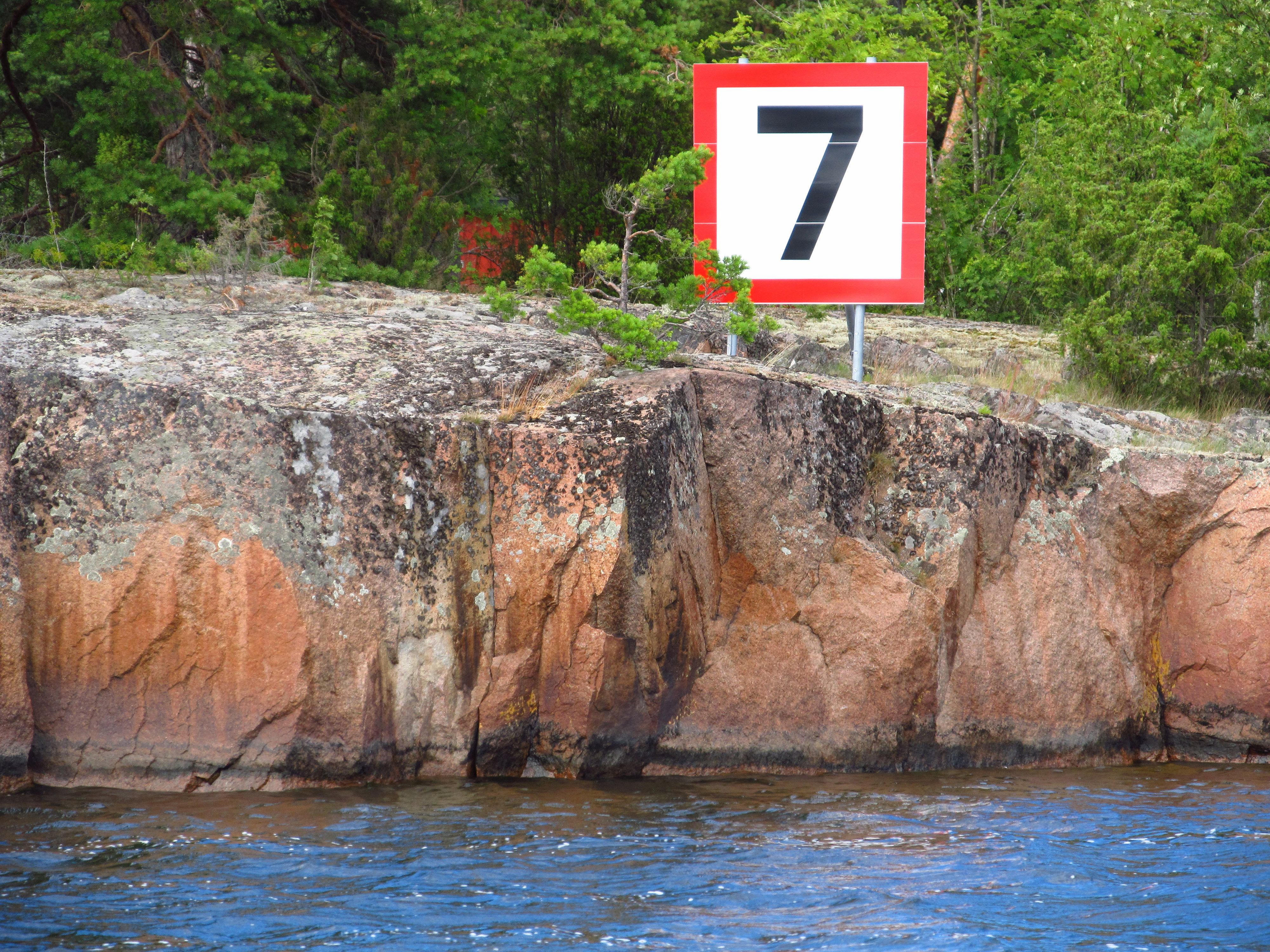
Fartbegränsningsskylt i södra skärgården

## Historik
Flera av öarna i skärgården omnämns i den danska navigationsbeskrivningen Kung Valdemars segelled från medeltiden. Rutten genom Oskarshamns skärgård beskrivs på följande sätt (översatt från latin, med dagens ortnamn inom parentes): 
| ” | ...om man vill följa kusten kan man gå från waldø (Vållö) till runø (Runnö). Distansen från waldø är I ukæsio. Därifrån till klineskær (Klämmaskär) eller diuræholtsnub (Djurhultsnabb) I. Därifrån till geishammer (Fittjehammar) I. Därifrån till roxhammer (Uthammar) I. Därifrån till æfra (Ävrö) I. Därifrån till winø (Vinö) | „ |

En "ukæsio" kan närmast översättas med "veckosjö" vilket motsvarar ungefär fyra distansminuter.

## Befolkning
Skärgårdens befolkning har minskat i takt med att ursprungliga sysselsättningar såsom fiske, jordbruk och stenbrytning har försvunnit eller minskat i omfattning. År 2013 var totalt 36 personer folkbokförda i Oskarshamns skärgård.

## Nutida och dåtida verksamhet

### Lotsning
Lotsverksamhet har förekommit på flera håll i skärgården sedan åtminstone 1500-talet.  De så kallade styresmännen som skötte lotsningen belönades ofta genom skattefrihet för sina hemman. Lotsningen avsåg i första hand kronans fartyg. Lotsning har förekommit på Runnö under 1500-talet och första halvan av 1600-talet. Under ungefär samma tid fanns styresmän på Marsö före flytt till Kråkelund på Upplångö år 1642. Lotsningen från Furön pågick mellan 1874 och 1965, varefter lotsstationen flyttade in till den ännu idag existerande lotsstationen i Oskarshamn.

### Fiske och jordbruk
Liksom i andra kustmiljöer har fiske förr varit en viktig sysselsättning för skärgårdsborna. Flera av öarna har under främst Gustav Vasas regeringstid på 1500-talet utgjort så kallade hamnfisken. Det innebar att öarna ägdes av kronan (dåtida benämningen på staten) men beboddes av lokala fiskelag som mot betalning fick nyttja de omgivande fiskevattnen.  Även jordbruket och djurhållningen var upplagd på liknande sätt i form av kronohemman. Hamnfiske kombinerat med kronohemman var vanligt förekommande på flera av öarna i Misterhults skärgård i norr; t. ex. på Örö, Hamnö och Boskär men förekom även på Furön och Runnö i söder. Som betalning fick fiskelagen erlägga en slags skatt eller hamnavgift ofta i form av strömming eller torsk.
Fiskeriverksamheten är nuförtiden av ringa omfattning. Enstaka yrkesfiske förekommer dock ännu i norra skärgården (Misterhults skärgård).

### Stenbrytning
Den stora förekomsten granit har gjort att flera stenhuggerier har varit verksamma i skärgården. Stenbrott har funnits bland annat i Vånevik, på Furön och på Blå Jungfrun. Verksamhetens skadeverkningar på naturen var en av anledningarna till att Blå Jungfruns nationalpark bildades 1926. I Flivik i norra skärgården bedrivs stenbrytning än idag. Söder om Oskarshamn finns det nedlagda stenhuggeriet Vånevik. Där är de gamla stenhuggarmiljöerna och en del av utrustningen bevarad i utomhusmuseet Vånevik stenhuggarmuseum.

### Turism
Nutida verksamhet i skärgården är till stor del knuten till turism och båtliv. Sommartid utgår dagliga båtturer från Oskarshamn med både skärgårdskryssningar och turer till Blå Jungfrun. Badplatser och campingplatser i havsnära läge finns bland annat på Gunnarsö.

## Båtliv & gästhamnar

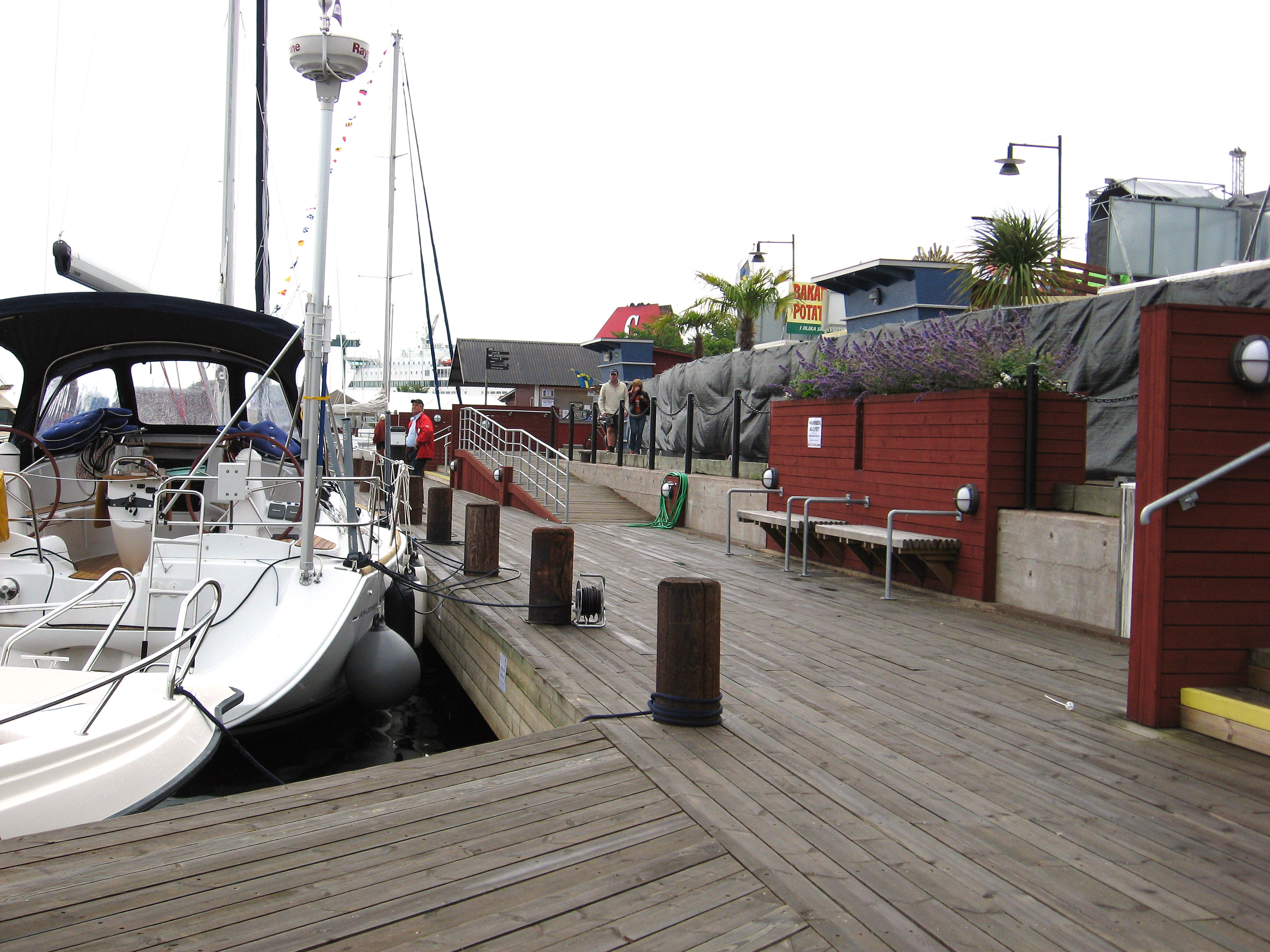
Brädholmen (Cityhamnen) i Oskarshamn.

Genom skärgården slingrar sig utprickade farleder. Vissa leder är smala och erbjuder en påtaglig närhet till kobbar, skär och stugor. Ett exempel är Enegatan, en farled strax söder om Oskarshamn som sträcker sig förbi bland andra Kronoholmarna och Eneholmarna.
Oskarshamns skärgård har fem båthamnar med status av gästhamn:
- Klintemåla, antal platser 12 (57°31′6.2″N 16°39′3.6″Ö / 57.518389°N 16.651000°Ö)
- Figeholm, antal platser 30 (57°22′19.6″N 16°33′20″Ö / 57.372111°N 16.55556°Ö)
- Oskarshamn, Cityhamnen, antal platser 100 (position 57°15′59.7″N 16°27′15.8″Ö / 57.266583°N 16.454389°Ö)
- Oskarshamn, Ernemar, antal platser 32 (57°15′37.3″N 16°29′9.6″Ö / 57.260361°N 16.486000°Ö)
- Påskallavik, antal platser 25 (57°9′44″N 16°27′56.3″Ö / 57.16222°N 16.465639°Ö)